# Octomeles sumatranum
Octomeles sumatranum är en tvåhjärtbladig växtart som beskrevs av Friedrich Anton Wilhelm Miquel. Octomeles sumatranum ingår i släktet Octomeles och familjen Tetramelaceae. Inga underarter finns listade i Catalogue of Life.